# János Parti

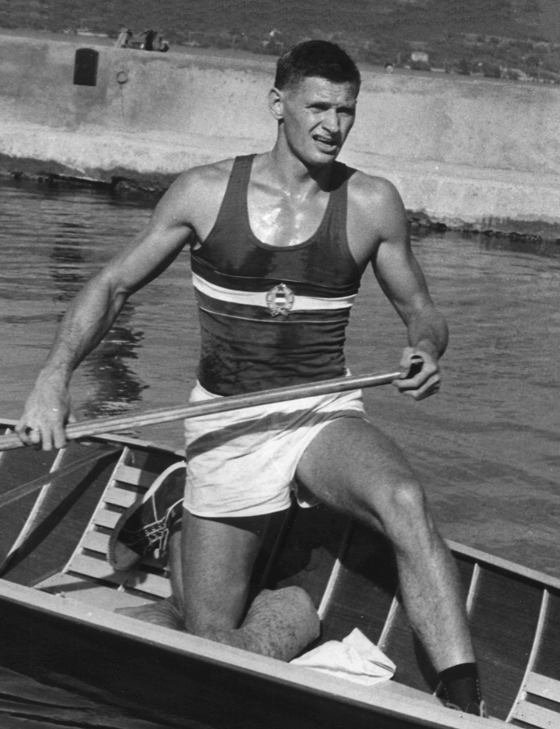

János Parti (Budapeste, 24 de outubro de 1932 — Budapeste, 6 de março de 1998) foi um canoísta húngaro especialista em provas de velocidade.

## Carreira
Foi vencedor da medalha de Ouro em C-1 1000 metros em Roma 1960 e duas medalhas de Prata uma em C-1 1000 m e outra em C-1 10000 m em Helsínquia 1952 e Melbourne 1956 respetivamente.